# Cayratia palauana
Cayratia palauana är en vinväxtart som först beskrevs av Hosokawa, och fick sitt nu gällande namn av Karl Suessenguth. Cayratia palauana ingår i släktet Cayratia och familjen vinväxter. Inga underarter finns listade i Catalogue of Life.